# Otroliga spelen
Otroliga spelen är ett svenskt lekprogram som hade premiär på SVT1 och SVT Play den 13 juli 2024. Programledare är Erik Ekstrand.

## Handling
I serien tävlar fem tvåmannalag bestående av en före detta idrottare och en kändis i gamla OS-grenar såsom stående längdhopp, tandemcykel och spjutkastning med fel hand.

## Medverkande (i urval)
- Angelica Bengtsson och Andreas Lundstedt
- Christian Olsson och Sofia Dalén
- Emma Green och Daniel Nannskog
- Michel Tornéus och Elaf Ali
- Alhaji Jeng och Torbjörn Averås Skorup